# Avestá
Avestá ou Zendavestá (do pálavi p(y)stʾk/abestāg,) é uma coleção de textos sagrados zoroastristas escritos em diversos dialetos da antiga língua iraniana de avéstico.
O Avestá contém uma variedade de textos religiosos, incluindo hinos, orações e rituais, além de tratados filosóficos e éticos. Alguns de seus textos mais famosos incluem os Gatas, que são uma série de hinos atribuídos ao profeta Zaratustra, e o Iasna, que contém uma coleção dos principais hinos e rituais zoroastras.
Os textos individuais do Avestá foram originalmente composições orais desenvolvidas ao longo de um extenso período de séculos no Iran antigo (possivelmente variando do século XV a.C. ao século IV a.C.). Durante o periodo de Zaratustra e da tradição oral posterior, os iranianos não utilizavam a escrita para fins religiosos, sendo apenas durante o período sassânida (224–651 d.C.) em que eles desenvolveram o alfabeto "avestico" especialmente para este fim.
Segundo o orientalista alemão Martin Haug durante o período de domiação Islãmica da Pérsia alguns sacerdotes zoroastristas inventaram a história de que seus livros sagrados remetiam à tradição judaica, associando a figura de Zaratustra com a de Abraão, o patriarca judeu, com o objetivo de escapar da perseguição. Nesse período apenas eram toleradas as ditas "religiões do livro", aquelas que podiam assiciar suas tradições a figuras reconhecidas nos textos escritos por Maomé.